# Паламарця
Палама́рця (болг. Паламарца) — село в Тирговиштській області Болгарії. Входить до складу общини Попово.

## Населення
За даними перепису населення 2011 року у селі проживала 531 особа.
Національний склад населення села:
| Національність   | Кількість осіб | Відсоток |
| ---------------- | -------------- | -------- |
| болгари          | 265            | 75,1%    |
| турки            | 71             | 20,1%    |
| цигани           | 0              | 0%       |
| інша             | 14             | 4,0%     |
| не визначились   | 3              | 0,8%     |
| Всього відповіли | 353            |          |

Розподіл населення за віком у 2011 році:
Динаміка населення: